# ريان كاسسيارو
ريان كاسسيارو (بالإنجليزية: Ryan Casciaro)‏ (11 مايو 1984 بجبل طارق في المملكة المتحدة - ) هو لاعب كرة قدم بريطاني في مركز الدفاع. شارك مع منتخب جبل طارق لكرة القدم. أما مع النوادي، فقد لعب مع نادي لينكولن ريد إيمبس.

## وصلات خارجية
- ريان كاسسيارو على موقع الاتحاد الأوربي (الإنجليزية)
- ريان كاسسيارو على موقع قاعدة بيانات كرة القدم.إي يو (الإنجليزية)
- ريان كاسسيارو على موقع ناشيونال فوتبول تيمز (الإنجليزية)
- ريان كاسسيارو على موقع Soccerway.com (الإنجليزية)